# Grigory Alexandrovich Strogonoff

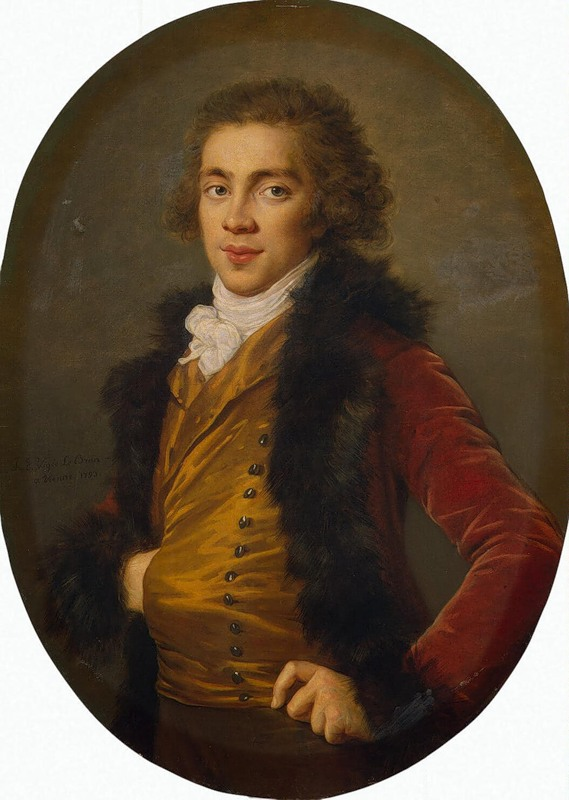
Conde Grigory Stroganov

O conde Grigory Aleksandrovich Stroganov (em russo : Григорий Александрович Строганов) (São Petersburgo, 13 de setembro de 1770 - São Petersburgo, 7 de janeiro de 1857), foi um nobre e diplomata russo.

## Carreira
Em 1804 ele se tornou embaixador em Madrid. 
Em 1812, foi nomeado enviado extraordinário e ministro plenipotenciário na Suécia. Em 1816, ele foi designado para liderar uma missão em Constantinopla.
Em julho de 1821, ele deixou a capital turca, junto com toda a missão russa, em protesto contra a imposição de um embargo às mercadorias de navios turcos transportados sob bandeira russa e a proibição da navegação de navios gregos no estreito.
Em 1827 foi nomeado membro do Conselho de Estado. Em 1838, ele representou a Rússia na coroação da Rainha Vitória.

## Casamentos

### 1º Casamento

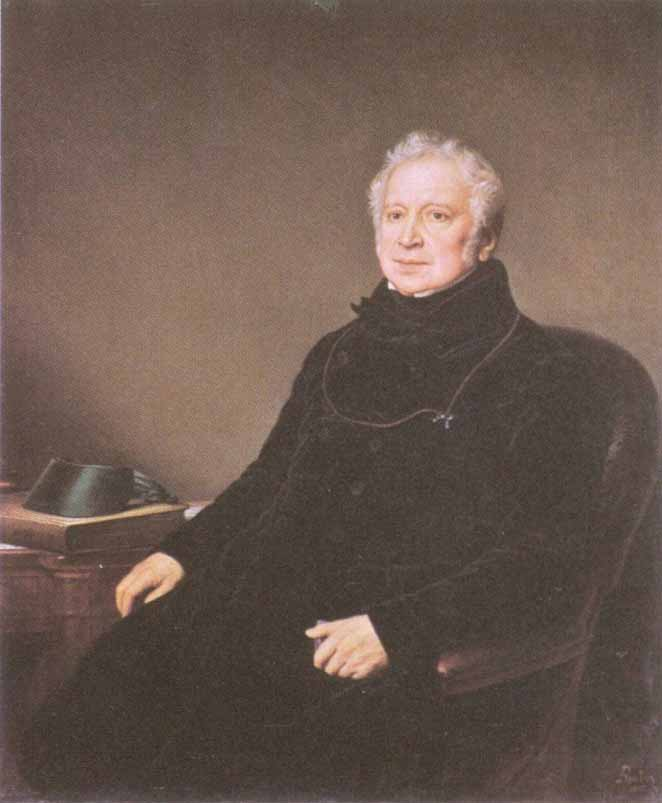
Conde Strogonov 1845

Em 16 de fevereiro de 1791, ele se casou com a princesa Anne Sergeevna Trubeckaja (1765-1824), irmã do general Vasily Sergeevich Trubeckoj e da condessa Ekaterina Sergeevna Trubeckaja. Eles tiveram oito filhos.

### 2º Casamento
Em 1827 casou-se em Dresden com a condessa portuguesa Juliana de Almeida e Oyenhausen (1782-1864)

## Morte
Ele morreu em 7 de janeiro de 1857 e foi enterrado no Mosteiro Aleksandr Nevsky em São Petersburgo, sobrevivendo-lhe a mulher. Um seu filho sucede-lhe como 2º conde de Strogonoff, sendo diplomata da Rússia em Lisboa de 1841 a 1848.